# Бридке каченятко та я
«Бридке каченятко та я» — мультфільм 2006 року.

## Сюжет
Життя нелегке, про це Вам скаже будь-хто, кому довелося виростити хоча б одне каченя. Історію Бридкого Каченяти і його багатостраждального "батька" на ім'я Раціо, який був щуриком, мало хто знає. Ганс Христіан Андерсен в своїй казці про "Бридке Каченя" жодного разу не згадав "батька", що виховав те саме пташеня. Здивовані? Ось і Раціо був здивований. Тим більше хто знав, що попереду парочку очікувала гонитва від банди міських щурів, втеча з пташиної ферми, мешканці якої були настроєні вкрай недружелюбно по відношенню до двох незнайомців. Але справжні пригоди на цьому не закінчилися, попереду ще чекало неймовірне спасіння від переслідування кота-дикуна…